# Филип Филиповић
Филип Филиповић (Чачак, 21. јун 1878 — Москва, април 1938) био је југословенски политичар и револуционар, један од оснивача Комунистичке партије Југославије и њен први секретар.
Још као гимназијалац, под утицајем Светозара Марковића и Димитрија Туцовића заинтересовао се за социјализам. Студије математике започео је у Београду, а завршио у Петрограду, у Русији, где је 1902. постао члан Руске социјалдемократске партије и прикључио се бољшевичкој фракцији унутар ње. Радио је као професор математике, али је учествовао и у револуционарном раду учествујући у борби руских радника, марксистичким кружоцима и Руској револуцији 1905. године.
Године 1912. вратио се у Србију, где је постао члан Главне партијске управе Српске социјалдемократске странке и секретар Радничке коморе. Током Првог светског рата је ухапшен и од 1916. се налазио у интернацији у Бечу, где се повезао са бољшевицима и политички деловао. Почетком 1919. вратио се у Југославију и радио на организовању Конгреса уједињења на коме је створена Социјалистичка радничка партија Југославије, а он постао секретар Извршног одбора Централног партијског већа.
На Вуковарском конгресу, одржаном 1920. предводио је револуционарну струју у партији, која је однела превагу након чега је партија преименована у Комунистичку партију Југославије. Заједно са Симом Марковићем тада је изабран за секретара Централног партијског већа. Активно је радио на пропагирању идеја социјализма и на популарисању и одбрани револуција у Мађарској и Русији, због чега је више пута хапшен и прогањан. Августа 1920. изабран је за председника Београдске општине, али је државна власт Краљевине СХС суспендовала његов избор за председника. Потом је изабран за народног посланика Уставотворне скупштине.
Заједно са осталим члановима руководства КПЈ ухапшен је и на Видовданском процесу, 1922. осуђен на две године затвора, које је издржао у Пожаревцу. Године 1923. учествовао је у организовању Независне радничке партије Југославије, која је представљала легални облик рада тада илегалне КПЈ, али је након њене забране 1924. морао да оде у емиграцију. Као представник КПЈ радио је у Балканској комунистичкој федерацији и Извршном комитету Коминтерне. Као представник Коминтерне учествовао је у раду Трећег и Четвртог конгреса КПЈ. Такође, био је учесник неколико конгреса Коминтерне. Године 1929. у Бечу је изабран у загранично руководство КПЈ.
Живео је у Москви, где у време Стаљинових чистки, фебруара 1938. ухапшен, а потом осуђен и погубљен, заједно са низом истакнутих југословенских револуционарних кадрова КПЈ. Рехабилитован је октобра 1957. од стране Врховног суда СССР. Написао је низ теоријских и других чланака, као и дела — Развитак друштва у огледалу историјског материјализма (1922), Балкан и међународни империјализам (1936), као и стручно дело Педагогија математике (1910) са В. Мрачеком.

## Биографија

### Породица и школовање
Филип Филиповић је рођен у Чачку 9. јуна по старом, а 21. јуна по новом календару, 1878. године. Његов отац Васа Филиповић био је пореклом из Великог Градишта из породице Филипа Пајкића, па му отуда презиме Филиповић. Завршио је Правни факултет на Великој школи у Београду и након тога био практикант и писар у суду, најпре у пожаревачком, а потом подрињском округу, да би касније био постављен за суплента гимназије у Пожаревцу. Године 1871. је постављен за суплента, а потом и за професора гимназије у Чачку. Предавао је математику, као и немачки и француски језик, а касније је био директор гимназије. Васа се у Чачку оженио Јеленом Бошковић, ћерком Василија Бошковића бившег писара у срезу трнавском, са којом је добио седморо деце. Поред Филипа, који је био најстарији, имали су још четворицу синова — Бошка, Стевана, Саву и Јована, као и ћерке Дару и Савку. Сва деца Васе и Јелене су се школовала. Бошко је завршио права и постао новинар, док су Стеван, Сава и Јован завршили гимназију, али су касније умрли као младићи. Сестре Савка и Дара су се такође школовале. Савка је након гимназије и студирала филозофију, али је умрла 1922, док је Дара завршила нижу гимназију. Обе сестре су касније припадале револуционарном радничком покрету и помагале Филипу у политичком раду.
Поред оца, Филип је стекао солидно образовање. Основну школу и седам разреда гимназије, завршио је у родном месту, а пошто Чачак тада није имао осморазредну гимназију, даље школовање је морао да настави у Београду, где је матурирао 1897. године. Био је одличан ђак и врло музикалан, па је научио да свира виолину. Његова жеља била је да студира математику па се уписао на грађевинско-инжињеријски одсек Техничког факултета Велике школе у Београду. Након две године студија, 1899. отишао је на даље школовање у Петроград, тада главни град Руске Империје. Ту је наставио студије на Физичко-математичком факултету Универзитета у Петровграду. На студије у Русију отишао је мимо воље свога оца, који је желео да студије настави у Немачкој. На Филипову одлуку да школовање настави у Петровграду утицај је имао његов друг из Чачка, Михаило Сретеновић који је тамо студирао медицину. Доласком у Русију, као одличан студент добио је стипендију од Петровградског славенског благотворног друштва и Азијатског департмента. Због велике удаљености и слабе саобраћајне везе, након одласка у Русију, његов први повратак у Србију био је за време распуста 1902. године. Посетио је тада своју породицу, која је живела у Ужицу, где је његов отац био директор једне приватне гимназије.
На Техничком факултету је завршио студије и 12. јула 1904. добио диплому првог степена. Након тога, остао је у Русији и септембра исте године постао наставник математике Демидовском женском трговачком училишту у Петровграду. У овој школи је радио до краја боравка у Русији, 1912. године, али је упоредо предавао и у другим школама — у Женско гимназији, у Преображенској новој школи, као и у Петрвовградској високој учитељској школи. Такође, предавао је и у појединим народним и радничким школама, које су нарочито биле отваране након револуције 1905. године. Веома се интересовао за просветно-педагошке проблеме и унапређивање наставе, која је била оптерећена извесним слабостима. Учествовао је и на Првом сверуском конгресу наставника математике.
Заједно са својим пријатељем Пољаком В. Мрочеком, Филип је написао књигу „Педагогија математике”, која је изазвала велико интересовање не само у Русији, већ и у иностранству. У овој књизи они су изложили основна начела наставе математике, како би се материја учинила што доступнијом ученицима. Они су у књизи као главне кривце навели наставнике математике, који неадекватним методама стварају од математике највећи „школски баук”.

### Политичко деловање у Русији
Још као гимназијалац Филип Филиповић се заинтересовао за марксизам и социјалистичке идеје. У то време у Београду се међу великошколцима развио интензиван идејнополитички рад, који је захватио и више разреде гимназије, које су тада похађали касније познати социјалисти — Димитрије Туцовић, Радован Драговић, Триша Кацлеровић, а касније и Душан Поповић. Сви они били су под утицајем првих српских социјалиста Светозара Марковића и Васе Пелагића. Године 1897. године се учланио у Радничко друштво и Клуб социјалиста великошколаца у Београду, где је стекао социјалистичко образовање и прва искуства из револуционарне борбе. Овде се упознао и дружио са Драгишом Лапчевићем, једним од оснивача радничког покрета у Србији.
За време студија у Петровграду, приступио је руском радничком покрету, а 1902. године је био учесник студентских демонстрација у Петровграду. Након тога постао је члан Руске социјалдемократске радничке партије (РСДРП) и учествовао је у раду марксистичких кружока, проучавајући дела Маркса, Енгелса, Каутског, Плеханова и других марксиста. учествовао и у радничким демонстрацијама и другим акцијама, као и у Руској револуцији 1905. године, која је имала буржоаско-демократски карактер. По директиви директиви Петроградског социјалдемократског комитета, у јесен 1905. године је требало да почне да политички ради са морнарима војне флоте у Кронштату, али је септембра исте године био ухапшен, услед полицијске провале у Петровградски комитет. Тада је био затворен у петровградском затвору „Крести”, али је након месец дана 17. октобра 1905. године био ослобођен услед Манифеста цара Николаја.
Приликом доласка на распуст у Србију 1902. године, Филип је посетио своју породицу која је тада живела у Ужицу, где се ближе упознао са Димитријем Туцовићем и након повратка у Русију наставио да са њим одржава сталну везу. На наговор Туцовића, Филип је почео да сарађује у листу „Радничке новине”, чији је Туцовић био уредник, а од 1910. године и у листу „Борба”, који је био теоријски лист Српске социјалдемократске странке. Његови чланци односили су се углавном на руски револуционарни покрет, борбу пролетеријата у Русији и на значаја који је револуција из 1905. године имала за буђење радних маса, као и о „инквизицијским” мучењима револуционара.

### Повратак у Србију
На позив Димитрија Туцовића, Филиповић се 1912. године вратио у Краљевину Србију. Овде се одмах укључио у политички живот поставши члан Главне партијске управе Српске социјалдемократске странке (ССДП) и секретар Радничке коморе. Дошавши у Београд настанио се у Таковској улици број 24 у кући својих родитеља, који су се у међувремену преселили у Београд. Касније је прешао у број 35 (данас број 37) где је живео до краја свог боравка у Београду 1924. године. За секретара Управног одбора Радничке коморе у Београду, Филиповић је био изабран на седници Управног одбора 13. фебруара 1912. године замењујући Димитрија Туцовића који се посветио партијским задацима. Након прихватања нове дужности, он је у почетку водио рачуна да придобије поверење појединих синдикалних функционера, који му првобитно нису били наклоњени, јер су појединци у њему гледали страног човека. Филип је неповерење брзо савладао својим упорним радом, активношћу и залагањем на спровођењу бројних задатака, којима се штите права радника. Строго је водио рачуна о спровођењу у живот Закона о радњама, као и о заштити угрожених права радника. Нешто касније добио је позив од московског листа „Правда” да буде њен сарадник како би њихови читаоци могли пратити догађаје на Балкану.
Почетак Балканских ратова привремено је прекинуо рад Филипа Филиповића, јер је део кадрова Српске социјалдемократске странке био мобилисан у војску. Димитрије Туцовић је упућен на фронт у Македонију, а нешто касније је мобилисан и Филип, али је остао у Београду, где је вршио дужност ађутанта команде места. Након завршетка ратова поново се посветио радничком покрету и обнављању партијских организација. Посебно је био активан у борби против кршења Закона о радњама, јер су поједини послодавци у трци за профитом радно време продужили на по 12, 14 и 16 часова, док су наднице биле смањене, а једно време нису биле ни исплаћиване. Јуна 1913. године Филиповић је поново отишао у Русију, где је у Петровграду посетио Хигијенску изложбу. Током боравка у Русији објавио је два чланка у тамошњој радничкој штампи о догађајима на Балкану. По повратку у Београд, у септембру је говорио је на великом протестном збору у Социјалистичком народном дому на Славији, на коме су радници усвојили „Резолуцији о недељивости Балкана и потреби мира”. Иако заузет пословима у Радничкој комори, стизао је и на зборове у другим местима по Србији — у Смедеревској Паланци, Јагодини, Лесковцу и др.

### Велики рат и интернација
Почетак Првог светског рата, 1914. Филиповића је затекао као секретара Радничке коморе и члана редакције „Радничких новина”, где је сарађивао са осталим члановима партијског руководства — Душаном Поповићем, Тришом Кацлеровићем, Павлом Павловићем и Михаилом Тодоровићем. Још пре избијања рата, Српска социјалдемократска странка је остала верна својим принципима и ставовима, па су њени представници у Народној скупштини Краљевине Србије гласали против ратних кредита, а њен лидер Димитрије Туцовић предочио је све страхоте рата. Прву ратну годину провео је у Београду, а после пада главног града септембра 1915, заједно са немобилисаним делом руководства ССДП, кренуо је по договору у Јагодину. Међутим, заједно са Душаном Поповићем, уместо у Јагодину дошао је у Крушевац, где га је затекла аустроугарска окупација. Најпре је ухапшен, али је убрзо пуштен, након чега је извесно време живео у окупираном Београду. Године 1916. изражавајући интернационалистички и револуционарни став, одбио је сарадњу са окупатором, након чега је поново ухапшен и одведен у заробљенички логор Ашах.
У тешким условима логора, у коме су владали глад и оскудица, Филиповић је око себе окупио групу социјалдемократа из Србије, а како би прекратио време са Савом Максимовићем и Николом Поповићем је организовао курс учења страних језика. Преко окупљене групе социјалдемократа повео је агитацију међу логорашима против одласка на рад, на који су логорске власти терале логораше. Новембра 1916, преко чланова Социјалдемократске странке Аустрије, који су радили у овом заробљеничком логору, успео је да пошаље писмо Душану Поповићу у Београд и замолио га да се преко аустријских социјалдемократа заузме за његово ослобођење из логора. Након овога Виктор Адлер, истакнути аустријски социјалдемократа је успео да издејствује ослобађање Филиповића и групе социјалдемократа из логора. У току лета 1917. они су из логора пребачени у Беч, где су конфинирани. Овде је успео и да нађе запослење у Болесничкој благајни, али је сваке недеље морао да се јавља полицији.
Током боравка у Бечу, повезао се са аустријским социјалистом Францом Коричонером, представником групе левих радикала, преко кога је ступио у контакт са руским бољшевицима, који су као политички емигранти остали да живе у Аустрији, након избијања Великог рата. Заједно са руским бољшевицима, Филиповић је 12. децембра 1917. у Бечу основао илегалну организацију, која се сматрала делом организације руских бољшевика. Такође, повезао се и са босанскохерцеговачким социјалдемократом Јовом Јакшићем, који је неколико пута крајем 1917. и почетком 1918. долазио у Беч. Преко Јакшића, успоставио је сарадњу са листом „Глас слободе", који је излазио y Сарајеву, као орган Социјалдемократске странке Босне и Херцеговине. У овом листу објављивао је чланке у којима је износио ставове бољшевика о националном питању, а новембра 1917. написао је чланак посвећен трогодишњици смрти Димитрија Туцовића.
Почетком марта 1918. у Беч је дошла делегација Руског црвеног крста која се повезала са бољшевичком групом, а Филиповић је значајно допринео повезивању ове делегације са револуционарно оријентисаним припадницима аустријског, мађарског и чешког радничког покрета. Бољшевичка група и Филиповић имали су значајну улогу и у оснивању Комунистичке партије Аустрије 3. новембра 1918. године. Потом су учествовали у револуционарним догађајима, који су наступили у Бечу 11. новембра 1918. на дан проглашења Републике Немачке Аустрије. Након овога, заједно са осталим члановима бољшевичке групе, извесно време је провео у затвору, а крајем 1918. је протеран из Аустрије. Почетком децембра дошао је у Будимпешту, где се одмах повезао са Комунистичком партијом Мађарске, као и јаком групом југословенских комуниста повратника из Совјетске Русије. Филиповић је 18. децембра 1918. известио Централни комитет Руске комунистичке партије (бољшевика) о стварању организације југословенских комуниста у Будимпешти, као и политичким приликама у радничком покрету Југославије и плановима за оснивање Комунистичке партије.

### Оснивање Комунистичке партије
Нашавши се у центру политичких збивања, непосредно пред избијања Мађарске револуције марта 1919. године, Филип Филиповић је у разговорима са Бела Куном и другим руководиоцима КП Мађарске анализирао политичке прилике у Мађарској и на Балкану. Пошто су се већ почеле јављати иницијативе за уједињење југословенског пролетеријата, почетком јануара 1919. године се вратио у тада новоформирану Краљевину Срба, Хрвата и Словенаца. Најпре је дошао у Загреб, где је заједно са Драгишом Лапчевићем као делегат ССДП присуствовао Конференцији Социјалдемократске странке Хрватске и Славоније. Одатле је започео обилазак земље вршећи популаризацију Октобарске револуције и разговарајући са представницима социјалдемократских странака о уједињењу у нову јединствену партију. Обишао је Сарајево, Славонски Брод и Љубљану, а на овом путу га је пратио и Моша Пијаде, новинар листа „Слободна реч”.
Због велике политичке активности, Филип Филиповић је био стално прогањан од полиције, па се често склањао под туђим именом и био снабдевен лажним исправама. Како би се договорили о стварању нове јединствене партије, у Београду је 28. марта 1919. године, на иницијативу Српске социјалдемократске партије била одржана Конференција са свим вођама југословенских социјалдемократских странака. На Конференцији су били договорени заједнички ставови и процедура будућег конгреса уједињења за који је одлучено да се одржи у Славонском Броду, али пошто Влада није то дозволила под изговором да се ради о „ратном подручју” конгрес је одржан у Београду.
На основу стечених револуционарних искустава, Филиповић је усмеравао уједињење југословенског радничког покрета. Анализирајући политичко стање у земљи, била је прихваћена његова идеја о уједињењу свих левичарских група у једну партију на принципима класне борбе, из које би постепено отпадале поједине групе и појединци који не би до краја прихватали комунистички програм. За разлику од Аустрије и Мађарске, где су организовани комунисти одмах стварали комунистичке партије, на основу Филиповићеве идеје, у Југославији је на Конгресу уједињења y Београду од 20. до 23. априла 1919. године била основана Социјалистичка радничка партија Југославије (комуниста) као политичка, a Централно радничко синдикално веће Југославије као синдикална организација револуционарног пролетаријата. На Конгресу је био изабран за члана Централног партијског већа, које га је именовало за првог секретара Извршног одбора ЦПВ СРПЈ(к). Поред Филиповића, за чланове Централног партијског већа били су изабрани — Живко Топаловић, Сима Марковић, Душан Чекић, Јово Јакшић, Митар Трифуновић, Лазар Вукичевић, Влада Марковић, Ђуро Цвијић, Владимир Ћопић и др.

### Први прогони и хапшење
Пратећи револуционарне догађаје у Русији и Мађарској, власт новоформиране Краљевине СХС се плашила организовања револуционарног радничког покрета, па је на све начине желела да омете његово функционисање. Свега неколико дана након „Конгреса уједињења” Филип Филиповић је 30. априла 1919. године био мобилисан и спроведен преко Зајечара и Скопља у Солун, а одатле је преко Охрида и Дебра одведен у Пишкопеју, забачено село на граници са Кнежевином Албанијом. Налазио у Трећој чети Првог батаљона Десетог пука и остао је пуна два месеца. Овде је био потпуно одсечен од свих политичких збивања информишући се једино из новина, које су са великим закашњењем понекад стизале. Такође, овде је примио и вест о смрти свог тада јединог брата Бошка.
Када се крајем јула 1919. године вратио у Београд, Филиповић је наставио са политичком активношћу. Дана 21. јула 1919. године је био организован генерални штрајк „пролетерске солидарности“ са совјетским републикама у Русији и Мађарској. Власти су покушале да спрече одржавање овог штрајка, али се упркос забрани он одржао у свим већим местима Југославије. На радничким зборовима, који су били одржани усвојене су резолуције против стране интервенције у Совјетској Русији и Совјетској Мађарској. Овај штрајк, као и неповољно расположење јавности, Влада Стојана Протића искористила је као изговор да Југословенску војску не шаље на интервенцију у Мађарску. Тог дана Филип Филиповић је на радничком збору на Славији у Социјалистичком народном дому говорио о социјалистичкој револуцији у Русији.
Како би у јавности компромитовала прваке револуционарног радничког и комунистичког покрета, власт Краљевине СХС је организовала њихово хапшење под оптужбом да су агенти Беле Куна и Москве и да су припремали бољшевички преврат у Југославији. Најпре су половином јула 1919. године у Загребу били ухапшени Симо Миљуш и Владимир Ћопић, а потом почетком августа у Београду Сима Марковић и Филип Филиповић. Процес против њих водио је пуковник Васовић, који је био тужилац на Солунском процесу 1917. године, а пошто је „крунски сведок“ власти био Алфред Дијамантштајн, овај случај је добио назив „афера Дијамантштајн“. Због недостатака доказа, али и формирања нове Владе Љубе Давидовића, средином августа, као и слома мађарске револуције, сви оптужени су у току новембра били ослобођени оптужбе и пуштени на слободу.

### Други конгрес КПЈ
Посебно интересовање, Филип Филиповић је показао за организовање југословенске комунистичке омладине. На Оснивачкој конференцији Савеза комунистичке омладине Југославије (СКОЈ), 10. октобра 1919. године у Загребу, одлучено је да ова организација буде потпуно самостална и независна, која ће упоредо са СРПЈ(к) стајати са њом у вези преко својих делегата. Пошто је био политички формиран међу бољшевицима, Филип је био један од ретких партијских руководилаца који је настојао да Лењинова гледања о улози омладине у револуционарној борби пренесе и на остале чланове Централног партијског већа. Пошто је на омладину гледао као на резерву партије, која се мора оспособити за револуционарни рад кроз самосталну политичку активност, инсистирао је на социјалистичком васпитању и образовању омладине. Када је у току припрема за Други конгрес СРПЈ(к), дошло до озбиљнијих несугласица између Извршног одбора Централног партијског већа и руководства СКОЈ-а и када је Обласни секретаријат СКОЈ-а за Хрватску донео одлуку да не учествује у предизборној кампању за општинске изборе, Филип Филиповић је успео да убеди руководиоце СКОЈ-а да не стварају отпор руководству партије. Његов углед и ауторитет, који је имао код младих комуниста превагнуо је на Другом конгресу СКОЈ-а, одржаном од 10. до 14. јуна 1920. године у Београду, када је успео да убеди делегате Конгреса да одустану од гласања за Резолуцију, у којој се захтевало да СРПЈ(к) да не учествује на изборима за Уставотворну скупштину.
Припремајући се за Други конгрес СРПЈ(к), Филип Филиповић је уложио сав свој ауторитет у борби против централистичке струје у радничком покрету и партији. Том циљу је била посвећена и његова расправа „Партија, синдикати и Совјети”, објављена у Београду средином 1920. године. Идејна и политичка борба између комуниста с једне и социјалдемократа и центрумаша с друге стране водила се и на самом Конгресу, одржаном од 20. до 24. јуна 1920. године у Вуковару. Филип Филиповић је у предложеном Програму партије изложио ставове комуниста, чије су основне линије биле — борба за Совјетску Републику Југославију; стварање народне црвене војске; експропријација и социјализација производње и трговине; заштита рада; реквизиција зграда и станова; социјализација апотека, болница и санаторијума; обавезно школовање омладине оба пола; раздвајање цркве од државе и укидање дугова и ослобођење од пореза. Он је полазио од чињенице да се капиталистичко друштво налази у империјалистичкој фази развитка и да је ситуација у којој су се нашли епоха социјалистичке револуције, па је инсистирао да партија треба да се бори за совјетску републику, што је у пракси значило рушење буржоаске државе са капиталистичким друштвеним уређењем. Учешће на изборима за буржоаски парламент он је прихватио само као средство за пропаганду покрета, разоткривање класних супротности и развијање револуционарних снага, уз одржавање трајне везе између радничких маса и Партије у парламенту. Пошто је револуционарна фракција, предвођена комунистима однела победу на Конгресу, био је усвојен нови Програм и промењен назив партије у Комунистичка партија Југославије (КПЈ). На овом Конгресу заједно са Симом Марковићем, био је изабран за секретара Извршног одбора Централног партијског већа КПЈ.

### Општински избори
Још у току припрема за други партијски конгрес, Филип Филиповић је марта 1920. године био изабран за председника месне партијске организације у Београду. Пошто су се ближили општински избори он је био истицан као кандидат за председника Београдске општине. Власт Краљевине СХС је општинске изборе доживела као пробу пред изборе за Уставотворну скупштину, па нису одржани истовремено у читавој држави. Најпре су у марту били спроведени општински избори на територији која је била под аустроугарском влашћу — Словенији, Хрватској, Славонији, Далмацији, Војводини и Босни и Херцеговини, као и на територији некадашње Краљевине Црне Горе, а потом у августу на територији некадашње Краљевине Србије. Током избора вршени су разни притисци на бираче, уцене и застрашивања, крађе гласова, фалсификовања гласова од стране бирачких одбора које су именовале старе општинске управе или полицијски органи и др. Нпр на територији Хрватске, Славоније и Војводине гласање је вршено јавно. Ипак на овим изборима су представници са листе Социјалистичке радничке партије Југославије освојили добар резултат. Комунисти су добили већину у Загребу, Карловцу и Славонском Броду, а добар резултат је био остварен у Осијеку, Вуковару, Крижевцима, Вировитици и др.
Пошто су комунисти освојили највише одборника у Загребу, за градоначелника Загреба је 15. априла 1920. године са 27 од 45 гласова био изабран Светозар Делић, председник Клуба комунистичких градских заступника Загреба. Ипак Покрајинска влада га је сменила и поставила свог повереника, а затим 26. априла поништила заклетве комунистичких заступника и закључке о његовом избору за градоначелника. Готово иста ситуација догодила се у Београду, након избора одржаних 22. августа 1920. године. На овим изборима, комунисти су поред Београда добар резултат и већину освојили у следећим местима — Нишу, Крагујевцу, Ваљеву, Пироту, Шапцу, Лесковцу, Ужицу, Убу, Ђаковици, Кавадарцима и Велесу.
Предизборна активност комуниста у Београду била је веома жива — одржавани су бројни зборови и конференције, као и други облици пропагандног рада. Посебну активност испољила је партијска организација у Београду, уз помоћ Централног партијског руководства. Филип Филиповић, који је био кандидат за председника Београдске општине појављивао се на зборовима у насељима, синдикалним организацијама, градским квартовима и свуда је говорио истичући да су предстојећи избори од изузетног значаја за радничку класу. Завршни скуп комуниста био је одржан 19. августа 1920. године на Славији испред Социјалистичког народног дома и на њему се поред Филиповића говорили — председник Месне организације КПЈ за Београд Алекса Ребић, секретар Радничке коморе Михаило Мика Тодоровић, новинари Коста Новаковић и Живко Јовановић, као и Драга Стефановић у име жена-комуниста.
У време одржавања општинских избора 1920. године Београд је имао око 30.000 бирача, док је у бирачке спискове било уписано свега 13.500 бирача. На избор је изашло и гласало укупно 10.435 лица, а листа КПЈ је добила 3.628 гласова. Листа КПЈ предложена за општинску управу била је у следећем саставу — председник Филип Филиповић, потпредседник Михаило Тодоровић и кметови—правници: Живко Јовановић, Здравко Тодоровић, Реља Ђорђевић и кметови: Владимир Мирић, Алекса Ребић, Михаило Перовић, Петар Цветковић, Јован Давидовац, Јанко Николић, Милан Продановић и Стеван Марковић. Комунисти су тада добили 30 одборника, а неки од њих су били — Павле Павловић, Сима Марковић, Лаза Стефановић, Коста Новаковић, Драгутин Буквић, Милош Требињац, Моша Пијаде и др.
Увче на дан избора 22. августа 1920. године на Славији испред Социјалистичког народног дома се окупила велика група радника којој је Филип Филиповић саопштио резултате избора, након чега је велика поворка почела да манифестује од Славије до Калемегдана, а затим се спустила на трг испред железничке станице, где су се учесницима манифестација обратили Филип Филиповић и Павле Павловић. Три дана касније 25. августа изабрани општински одборници су дошли да колективно у општинску зграду на своју прву седницу. Данило Живаљевић, потпредседник дотадашње Београдске општине је најпре прочитао резултате избора, а потом позвао новоизабране одборнике да положе заклетву. Пре полагања заклетве, Павле Павловић је у име комунистичких одборника изјавио: „Наше комунистичко гледиште на полагање заклетве је врло добро познато. Али позвани да у интересу широких слојева радног народа Београда примимо општинску управу, ми приступамо полагању законом прописане заклетве”. Након положене заклетве потпредседник Живаљевић је саопштио са су извршене све потребне формалности и позвао новог председника Филиповића да преузме дужност.
Сутрадан након прве седнице, 26. августа 1920. године требало је да се изврши примопредаја општинске управе, али је од ујутру зграда Београдске општине била блокирана од стране полиције и жандармерије. По наређењу полиције у зграду су пуштени једино Филип Филиповић, Мика Тодоровић и изабрани кметови, којима је управник града Београда Манојло Лазаревић саопштио одлуку министра унутрашњих дела Милорада Драшковића о суспензији новоизабране општинске управе. У акту о суспензији наведено је да нова управа није положила заклетву онако како закон налаже, јер је одборник Павле Павловић дао изјаву која се може сматрати као ограђивање од заклетве.

### Избори за Уставотворну скупштину
Неколико месеци након општинских избора, одржани су 28. новембра 1920. године избори за Уставотворну Скупштину, на којима је су комунисти такође освојили добар резултат. Након Југословенске демократске странке и Народне радикалне странке, трећа по снази је била листа Комунистичке партије Југославије је освојила скоро 200.000 гласова и 58 посланичких мандата. Године 1914. у Краљевини Србији су били расписани парламентарни избори, који је требало да се одрже у августу, али је избијање Првог светског рата омело њихово одржавање. За ове изборе Филип Филиповић се кандидовао на листи Српске социјалдемократске партије за врањски округ. На изборима 1920. године Филиповић се поново кандидовао за народног посланика у врањском округу и био изабран у изборном срезу Пирот.
Комунистичка партија је придавала велики значај изборима за Уставотворну скупштину јер је она требало, доносећи Устав, да одлучи о облику државе и њеног унутрашњег уређења. Пошто се КПЈ залагала за Совјетску Републику Југославију развила је веома живу предизборну активност — објашњавајући своје погледе на уређење државе и истичући своје захтеве за побољшање социјалног положаја радничке класе и сиромашног сељаштва. Плашећи се се доброг резултата комуниста, какав су остварили на општинским изборима, власт Краљевине СХС је на све начине ометала изборне припреме комуниста и њихове кандидатуре за народне посланике, па су многи били хапшени. И сам Филиповић је непосредно пред изборе био хапшен.
Након избора настала је још једна Филиповићева обавеза — рад у Комунистичком посланичком клубу, који је био формиран 29. новембра 1920. године. Крајем 1920. године и почетком 1921. године Филип је био теже болестан, па је с пролећа 1921. морао ићи на лечење у Беч, где је оперисан. Потом је боравио на Хрватском приморју на опоравку. Иако одсутан није прекидао рад у руководству Комунистичке партије, остајући и даље један од њених најистакнутијих функционера.

### Доношење Обзнане
Активност револуционарног радничког покрета и Комунистичке партије Југославије током 1920. године је била веома запажена. Од 15. до 29. априла трајао је генерални штрајк железничара Југославије, у коме је учествовало више од 50.000 запослених на железницама. У циљу спречавања штрајка Влада Краљевине СХС је употребила жандармерију и војску, као и друга средства како би натерала железничаре да се врате на посао, а штрајк је угушен крајем априла. Током овог штрајка дошло је до многих сукоба радника с полицијом, а у Суботици је у току ноћи 19/20. априла дошло до изоловане оружане побуне коју је власт лако сузбила. У Трбовљу су рудари делимично преузели власт, на шта је власт одговорила бруталним терором, а у Љубљани на Залошкој цести жандармерија је 24. априла пуцала на окупљене раднике и том приликом убила 14, а ранила 30 лица. Од 2. до 15. септембра, у Бјеловару и околини избио је талас сељачких побуна, који се убрзо проширио на вараждинску и загребачку жупанију, а најжешћи окршај између сељака и власти се догодио у околини Сиска, где сељаци порушили део пруге. У овим немирима погинуло је 14, а рањено 50 сељака, док је страдало 10 жандарма и чиновника.
Од 21. до 29. децембра трајао је генерални штрајк рудара у Босни и Херцеговини и у њему је учествовало 7.000 рудара. Власт је покушала да штрајк угуши силом — из државних станова су исељаване породице рудара-штрајкача, а рудари из других делова земље су протеривани у своје крајеве. На крају власти је донела одлука о милитаризацији рударских радника, што је довело до сукоба између рудара и жандармерије у појединим местима. До најжешћих сукоба између рудара и полиције дошло је у Тузли и околини, где је избила тзв „Хусинска буна“, у којој је било седморо мртвих и више десетина рањених рудара и сељака. Полиција и жандармерија су врло оштро поступали са штрајкачима, штрајк је окончан 29. децембра.
Након доброг изборног резултата, који су комунисти постигли на општинским и парламентарним изборима, као и разних радничких штрајкова, током којих је често долазило до сукоба са жандармеријом, власт Краљевине СХС се плашила избијања социјалистичке револуције, попут оних које су избиле у Русији и Мађарској. Како би то спречила 29. децембра 1921. године се одлучила на доношење Одлуке о привременој забрани рада Комунистичке партије Југославије до доношења Устава. Овом одлуком, знаном као „Обзнана“, забрањена је свака врста комунистичке организације и пропаганде, а њен иницијатор је био министар унутрашњих дела Милорад Драшковић. Ово је отворило период тзв „белог терора“ у Југославији — хапшени су комунисти, затварани раднички домови, забрањивано излажење листова, заплењивана архива комунистичких и синдикалних организација и др. Поред свих полицијских мера, „Обзнана“ није имала ауторитет закона, па су по њој комунисти могли бити само хапшени и држани у притвору, али не и осуђивани.
Након доношења „Обзнане” руководство Комунистичке партије Југославије показало је извесну колебљивост, која није била у складу са јавно израженим ставовима. Руководство је имало илузија да ће парламентарним путем истерати правду. Овом ставу приклонио се и Филип Филиповић, који је раније писао да „радничка класа бира средства борбе према ситуацији у којој се бори”. За разлику од других руководилаца КПЈ, Филиповић је као искусан револуционар предвиђао да би Партија могла доћи у оштре сукобе са режимом, па је предлагао да се формира илегално руководство КПЈ. Клуб комунистичких посланика је приликом дискусије о „Обзнани” одлучио да се уместо отпора на улицама ступи у преговоре са влашћу. Ово је изазвало двострука тумачења међу партијским чланством, па су једни критиковали руководство јер је изостала револуционарна акција, док су се други пасивизирали, а било је и појединаца који су се одлучили за индивидуални терор, као вид борбе против владајућег режима.
Након оздрављења Филип Филиповић се укључио у парламентарну борбу против „Обзнане”. На седници Уставотворне скупштине 11. јуна 1921. године у име Клуба комунистичких посланика дао је опширну изјаву поводом представке комунистичких посланика од 5. јуна, у којој је тражено да се повуче „Обзнана”, којом је незаконито одузето право слободног деловања КПЈ кроз њене организације, штампу и зборове; да се све синдикалне организације одмах отворе, као и сви раднички домови и социјалистичке штампарије и књижара „Туцовић” и да се на слободу пусте сви ухапшени, који су ухапшени на основу „Обзнане”. Пошто се скупштина и влада нису хтеле обазирати на ове захтеве, Филип Филиповић је истог дана изјавио да је у таквим условима опстанак и рад посланика КПЈ у Уставотворној скупштини постао немогућ и због тога су они одлучили на напуштање Уставотворну скупштину до доношења Устава.

### Борба режима против комуниста
Након доношења „Обзнане” један део, углавном млађих чланова КПЈ, залагао се за револуционарну борбу против буржоаског режима Краљевине СХС, а као вид борбе изабрали су тзв „индивидуални терор“. Ово је рађено мимо знања и одобрења руководства КП Југославије, које је сматрало да борбу против „Обзнане” треба водити легалним путем у парламенту. Такође, у Москви је од 22. јуна до 12. јула 1921. године био одржан Трећи конгрес Коминтерне на ком је донета одлука да се у време „несумњиве осеке револуције“ обустави свака оружана акција, а да главни циљ постане борба за стварање „јединственог фронта радничке класе“. У току фебруара 1921. године у Загребу је била основана илегална организација „Црвена правда“, чије су руководство сачињавали Рудолф Херцигоња, Родољуб Чолаковић и Јанко Мишић. Након тога Родољуб Чолаковић је у Бијељини формирао „бијељинску групу”, која је активно радила на припреми атентата на министра унутрашњих дела и аутора „Обзнане” Милорада Драшковића.
Почетком марта 1921. године у Лабину, у Истри, која је тада била у саставу Краљевине Италије избио је велики штрајк рудара, у току кога су рудари прогласили „Лабинску републику”, која је имала великог утицаја на раднички покрет у Италији и Југославији. Ова радничка побуна била је угушена акцијом италијанске војске, тек након месец дана. Власт Краљевине СХС је пратећи ове догађаје у току априла, поводом годишњице „суботичких догађаја“, када је током генералног штрајка железничара у Суботици избила оружана радничка побуна, почела да у режимској штампи шири вести да би у случају социјалистичке револуције италијанске и мађарске трупе ушле у Југославију и раскомадале је. Такође, министар Драшковић је ово истицао и у свом излагању у скупштини, тврдећи да су програм КПЈ, донет на Вуковарском конгресу и нацрт Устава Краљевине СХС узајамно искључиви. Средином априла полиција је у Загребу због „комунистичке активности“ ухапсила групу младих комуниста, код којих је приликом претреса пронашла два револвера и једну бомбу, па их је у току истраге осумњичила за припрему атентата на Милорада Драшковића. Ове догађаје, власт је обилно користила у штампи водећи на тај начин кампању против КПЈ.
Уз подршку власти, група социјалдемократа и центрумаша из Србије и Босне и Херцеговине, која је КПЈ напустила након Другог конгреса је крајем марта у Београду одржала Конференцију на којој је била формирана Социјалистичка радничка партија Југославије. У мају овој партији су приступили центрумаши из Хрватске, па се она крајем децембра утопила у Социјалистичку партију Југославије. Крајем маја Влада Краљевине СХС је донела одлуку да дозволи рад синдикатима, уз услов да Министарство социјалне политике контролише рад синдиката, како не поново пало у руке комуниста. Такође, одлучено је да се Раднички домови у Београду, као и штампарија „Туцовић“ предају новооснованој Социјалистичкој радничкој партији. Неколико дана касније у Београду је био основан Главни раднички савез, чији су оснивачи били истакнути синдикални функционери центрумаши. Како би смањила утицај комуниста на синдикате, власт је овом синдикату доделила највећи део раније заплењене имовине Централног радничког синдикалног већа. Сви ови потези власти ишли су ка томе да се на све начине онемогући даљи рад КПЈ.

### Хапшење и Видовдански процес
Студент и члан организације „Црвена правда“ Никола Петровић извршио је 3. маја 1921. године у Београду неуспели покушај атентат на Милорада Драшковића, али овом догађају није придавана велика важност. Не дуго потом, након доношења Устава Краљевине СХС, 29. јуна 1921. године радник Спасоје Стејић Баћо је извршио неуспели атентат на регента Александра. Он је приликом регентовог повратка из Народне скупштине са скела зграде, где је радио као молерски радник, бацио бомбу на регентову кочију, али је она запела за телефонске жице и експлодирала не погодивши циљ. Овај атентат, као и претходни атентат на министра Драшковића, био је повод за политички обрачун са комунистима. Посланици КПЈ су на заседању Скупштине 30. јуна 1920. године оградили од овог атентата побијајући све везе са његовим извршењем, али и поред тога министар правде Марко Ђуричић је тражио да се комунистички посланици Филип Филиповић, Владимир Ћопић и Никола Ковачевић, као наводни организатори атентата предају суду. Пар дана касније, 1. јула 1921. године комунистичким посланицима је био укинут посланички имунитет и они су истог дана били ухапшени и затворени у затвору Управе града Београда познатој као „Главњача”.
Свега 20 дана након хапшења Филиповића, члан организације „Црвена правда“ Алија Алијагић је у Делницама 21. јула 1921. године извршио атентат на Милорада Драшковића. Овај догађај, власт је искористила за дефинитивни обрачун са Комунистичком партијом па је 1. августа 1921. године Народна скупштина Краљевине СХС донела „Закон о заштити јавне безбедности и поретка у држави“, познат као „Закон о заштити државе“. Овим законом је забрањен рад Комунистичке партије Југославије, њени посланици искључени из скупштине, а чланови Извршног одбора КПЈ су ухапшени и предати Суду, под изговором да су одговорни за извршене атентате и припрему „бољшевичке револуције“.
Након седам месеци истраге, 25. јануара 1922. године пред Окружним првостепеним судом у Београду је отпочео судски процес, тзв „Видовдански процес“, против 33 оптужена комуниста, због атентата на краља Александра, 29. јуна 1921. године. На оптуженичкој клупи се нашло 10 комунистичких посланика и пет чланова Извршног одбора КПЈ, међу којима су поред Филипа Филиповића били — Никола Ковачевић, Владимир Ћопић, Милош Требињац, Владимир Мирић, Драгомир Марјановић, Лазар Стефановић, Иван Чоловић, Живота Милојковић и Ђуро Салај, док је Сими Марковићу и Павлу Павловићу суђено у одсуству. Оптужене комунисте на процесу су бранили адвокати — Триша Кацлеровић, Рајко Јовановић, Драгиша Васић, Милорад Пантовић и др. Саслушање Филиповића пред судом почело је 28. јануара и трајало је до 18. фебруара. У току излагања на суду он је оптуживао иследне органе због поступка према затвореницима, који су били тучени и малтретирани, као и због нехуманих услова у „Главњачи”. Иако у току суђења, суд није успео да се докаже везу између руководиоца КПЈ и атентатора Спасоја Стејића, они су 23. фебруара 1922. године били осуђени на по две године затвора. Атентатор Стејић је тада био осуђен на смртну казну, која му је потом била замењена са 20 година робије.
Након доношења пресуде, измучен лошим условима боравка у „Главњачи”, Филиповић се поново разболео, па је извесно време лечио у болници у Београду. Највећи део робије до марта 1923. године провео је у затвору у Сремској Митровици, а остатак од шест месеци провео је у затвору у Пожаревцу. Током боравка у затвору, довршио је своју студију „Развитак друштва у огледалу историјског материјализма”, која је представљала основну литературу за марксистичко образовање генерација југословенских комуниста у међуратном периоду. Поред теоријског упознавања са марксистичким законима развитка људског друштва, књига је упознавала читаоце и са значајем социјалистичког преображаја у Русији и перспективама даље борбе радничке класе. Ово дело је остало значајно остварење у марксистичкој литератури и својеврсно сведочанство о нивоу марксистичке мисли и идејној усмерености аутора, као и прве генерације југословенских комуниста. Штампано је 1924. године у издању Геце Кона, а Филиповић га је посветио својим рано преминулим друговима Димитрију Туцовићу и Душану Поповићу.

### Наставак политичког рада
Из пожаревачког затвора Филиповић је био пуштен 3. септембра 1923. године, заједно са Владимиром Ћопићем и Николом Ковачевићем. Приликом изласка из затвора њих је сачекала група радника из Пожаревца, па су се потом сви заједно упутили на гробље на гроб истакнутог социјалистичког трибуна Васе Пелагића. На гробу је дошло до спонтаних манифестација против режима, па су жандарми то искористили као прилику за хапшење Филиповића, Ћопића и Ковачевића, па су у затвору провели још два дана, након чега су били пуштени. По доласку у Београд, на Савском пристаништу, Филипа и његове другове је дочекало доста света, али и жандармерија, која је Ковачевића и Ћопића одмах спровела на железничку станицу како би отпутовали у родна места, која су им одређена за место боравка. Филип је заједно са сестром Даром, са пристаништа кренуо фијакером у правцу Калемегдана, док су га дуж улице поздрављали окупљени грађани и радници. У Кнез Михаиловој улици, такође се окупило доста света који је дошао да поздрави Филипа Филиповића. Они су тражили да им се Филип обрати, али полицајци то нису дозволили. Све до Филипове куће у Таковској улици, дуж улица којима је пролазио било је доста света који га је поздрављао. Дочек Филипа Филиповића, као и његових другова, организовала је илегална партијска организација у Београду, а посебно Рајко Јовановић, Моша Пијаде, Бора Продановић и др. Исте вечери полиција је ухапсила око 60 људи, међу којима и организаторе дочека, који су у притвору провели три недеље.
Након изласка из затвора, Филип се посветио политичком раду. Најпре је био изабран за председника Централног одбора Црвене помоћи, организације која се бавила пружањем помоћи политичким затвореницима и њиховим породицама указивањем правне, материјалне, здравствене и друге помоћи. Још у току његовог боравка у затвору, Централно партијско веће КПЈ је крајем децембру 1922. године донело одлуку да се формира Независна радничка партија Југославије (НРПЈ) — легална партија, која би након забране рада КП Југославије, могла неометано да учествује у политичком животу. Оснивачка седница је ове партије била је одржана 13. јануара 1923. године у Београду. У новој партији Филип је био изабран за председника Централног одбора, а касније је постао и главни уредник марксистичког часописа „Борба”. Такође, августа 1923. године приликом одржавања општинских избора, београдски одбор НРПЈ је Филипа Филиповића кандидовао за председника општине и именовао за носиоца листе. Упркос ометању режима, као и чињеници да Филиповић није могао учествовати у предизборној кампањи, листа НРПЈ је на изборима, одржаним 19. августа 1923. године, освојила свега 1.537 гласова.
Октобра 1923. године у Загребу је учествовао са Аугустом Цесарцем и другим лево оријентисаним писцима и публицистима, у оснивању листа „Књижевна република”, који је био месечник за културне проблеме, чији је уредник био Мирослав Крлежа. Овај лист излазио је четири године, али је често био забрањиван због сукоба с тадашњим законима, а 1927. године је био забрањен. Јануара 1924. године учествовао је на Трећој земаљској конференцији КПЈ, одржаној од 1. до 4. јануара у Београду. На овој Конференцији углавном се расправљало о организационим проблемима партије, али је и о националном питању, које је изазвало раздор између — „десне фракције“, која је сматрала да у Југославији постоје три народа и да КПЈ не треба да се бави националним питањем и „леве фракције“, која је сматрала да великосрпска буржоазија угњетава остале југословенске народе, па и сам српски народ. „Лева фракција” је однела победу на Конференцији, па је била усвојена Резолуција о националном питању, аутора Ђуре Цвијића и изабрано ново руководство на челу са Тришом Кацлеровићем. Филиповић није припадао ни „левој” ни „десној” фракцији, али је услед великог угледа који је имао у КПЈ био изабран за секретара Централног партијског већа. Велику пажњу полагао је на политичку едукацију чланова КПЈ, па је почетком 1924. године учествовао у Београду у организовању партијске школе на којој је држао предавања. На комеморацији одржаној поводом смрти Владимира Лењина, 23. јануара 1924. године је поднео реферат о Лењиновом животу. Активно је учествовао у организовању првомајске прославе у Београду, која је била одржана на Кошутњаку и у Топчидеру, и на којој је учествовало око 5.000 радника. На повратку у Београд, у Карађорђевом парку је одржан велики раднички збор на коме је говорио Филип Филиповић. У „Мајском спису” за 1924. године написао је пет прилога — „О партији и синдикатима”, „О Лењинизму”, „Закон о заштити државе и социјална политика”, „Радничко-сељачки савез” и „Радничка штампа и њена револуционарна борба”. У току маја 1924. године говорио је на великом студентском збору, који је био одржан због убиства студенткиње у Загребу. Крајем истог месеца на Врачару је држао предавање „Знање — оружје класне борбе”, а потом је учествовао на Конференцији кожарско-прерађивачких радника, где је говорио о „радничком законодавству”.

### Политичка емиграција
Почетком јуна 1924. године, у договору са руководство КПЈ, Филип Филиповић је напустио Београд и отишао у Загреб, а одакле се илегално пребацио у Аустрију. Након тога је отишао у Совјетски Савез, како би присуствовао Петом конгресу Комунистичке интернационале, који се од 17. јуна до 8. јула 1924. године одржавао у Москви. Пошто се након изласка из затвора налазио под полицијским надзором, Филип је као разлог свог путовања из Београда навео одлазак у Словенију на одмор. Ипак, не дуго по његовом одласку полицијски агенти су извршили претрес његове куће у Таковској улици, као и куће у којој је становала његова сестра. У току Петог конгреса Коминтерне Филип је био изабран у Извршни комитет Коминтерне, а током Конгреса он је говорио у име КП Југославије, КП Бугарске, КП Грчке, КП Румуније и КП Турске и навео да је на Балкану потребно радити на стварању радничко-сељачких савеза.
По доласку у Москву Филиповић је најпре радио у Црвеној сељачкој интернационали, а марта 1926. године је изабран за члана Председништва Балканске комунистичке конференције, чији се центар налазио у Бечу. Током боравка у Бечу, где се тада налазио и део руководства Комунистичке партије Југославије, Филип је као искусни политички радник и добар познавалац стања у КПЈ, дао велики допринос у раду њеног руководства. Био је биран у највише органе КПЈ, али се бавио и проблемима осталих балканских и средњоевропских комунистичких партија. Активно је учествовао у припреми Трећег конгреса КПЈ, који је маја 1926. године одржан у Бечу, а током Конгреса је био биран у Председништво Конгреса, као и за члана Централног комитета. Учествовао је и на Четвртом конгресу КПЈ, одржаном новембра 1928. године у Дрездену, на коме је поднео два реферата — „О политичкој ситуацији и задацима партије“ и „О унутарпартијским односима”. У међувремену, је на Шестом конгресу Коминтерне, одржаном у периоду јун—септембар 1928. године, поново био изабран за члана Извршног комитета Коминтерне.
Током боравка у Москви Филиповић се бавио теоријским радом, а у листу „Комунистички интернационал”, који је био орган Коминтерне, писао је мале студије о стању у КПЈ, од њеног оснивања до тада. По одлуци Политбироа ЦК КПЈ, обављао је дужност одговорног уредника теоријског часописа „Класна борба”, који је излазио од 1926. до 1929. године, као лист КПЈ. У овом листу је износио своја запажања о добрим и лошим странама рада КПЈ, а посебно се борио против фракционашких борби, који су слабили рад и снагу КПЈ. Радове и чланке објављивао је под разним псеудонима, од којих је најпознатији Бошковић и Карић, али и мање познати М. Моравац.
За време боравка у емиграцији, Филиповић је три пута долазио у Југославију. Први пут је дошао крајем јануара и почетком фебруара 1926. године, а други пут крајем 1927. године. Тада је као представник Балканске комунистичке федерације, боравио на Четвртом пленуму ЦК КПЈ, одржаном од 27. до 30. новембра у Загребу. Његов трећи долазак у земљу био је 1928. године, када је боравио од јула до краја септембра. Као члан Извршног комитета Коминтерне, он је тада учествовао на седницама Политбироа ЦК КПЈ пратећи колико се спроводи „Отворено писмо”, које је Коминтерна упутила члановима КПЈ у циљу сузбијања „фракционашких борби”. Током боравка у Загребу, где се тада налазило руководство КПЈ, Филиповић се упознао са организационим секретаром Месног комитета КПЈ за Загреб Јосипом Брозом.
Након повратка у Москву, од 1929. до 1931. године био је члан Централног комитета КПЈ и заједно са Пајом Маргановићем и другим истакнутим партијским функционерима КПЈ радио је на сређивању стања у КПЈ, залажући се да партијом руководе кадрови који се налазе у Југославији. Након што је 1929. године избила „Шестојануарска диктатура” краља Александра, током које је ухапшен и убијен велики број руководећих чланова КПЈ и СКОЈ, Коминтерна је 1930. године Филиповића поставила на чело Централне руководеће инстанце КПЈ са задатком да помогне партијским кадровима у решавању бројних проблема и обезбеди даљи рад партијских организација. На овој функцији налазио се јесени 1930. до пролећа 1932. године, када се из Беча поново вратио у Москву.

### Смрт
Комисија Коминтерне, као и Контролна и Централна контролна комисија СКП(б) су 1932. године, у вези чистке и провере појединих чланова Комунистичке партије Југославије, донеле одлуку да се Филип Филиповић сматра „провереним чланом, али да је његово даље коришћење у политичком раду на југословенским пословима нецелисходно”. Иако је Политички секретаријат Коминтерне јуна 1933. године укинуо ову одлуку о забрани политичког рада на југословенским пословима, Филиповић се више није враћао на политичке дужности. Након повратка у Москву, априла 1932. године радио је као референт у Међународном аграрном институту, као и у појединим органима Коминтерне. Извесну врсту политичке рехабилитације доживео је средином 1934. године када му је одобрено да ради као доцент на Катедри лењинизма на Комунистичком универзитету националних мањина запада (КУНМЗ). Крајем исте године, Филиповић је затражио пријем у Свесавезно друштво старих бољшевика, које је основано још 1922. године. Услови пријема у ово друштво били су веома строги и члан је могао бити само онај ко је члан Руске комунистичке партије (бољшевика) постао пре Октобарске револуције, а такође била је потребна и препорука троје чланова друштва. Приликом захтева за пријем у друштво старих бољшевика, Филиповић је приложио препоруку неколико ранијих чланова, међу којима су били револуционари — Карл Данишевски и Јекатарина Гвоздикова-Фрумкина, као и писма подршке од Беле Куна и Гргура Вујовића. За члана друштва примљен је 4. фебруара 1935. године, а током јула и августа исте године, као члан делегације КПЈ, присуствовао је Седмом конгресу Коминтерне. Након повлачења из политичког живота, Филиповић се бавио научно-публицистичким радом. Писао је за партијске листове и часописе, а 1936. године је објавио дело Балкан и међународни империјализам.
Генерални секретар ЦК СКП(б) Јосиф Стаљин је 1936. године покренуо „велику чистку” кадрова у комунистичкој партији, током које је су страдали његови политички противници, а најпре стари бољшевици који су уливали велики углед у партији. Ова чистка, праћена хапшењима, прогоном, монтираним суђењима и другим терором, трајала је до краја 1938. године, а током ње страдао је и одређен број истакнутих југословенских комуниста, који су тих година боравили у Москви, а међу њима су — Коста Новаковић, Сима Марковић, Ђуро Цвијић, Владимир Ћопић, Раде Вујовић, Камило Хорватин и др. Међу ухапшенима се 7. фебруара 1938. године нашао и Филип Филиповић. Његово хапшење изненадило је већину југословенских комуниста, као и његових познаника, с обзиром да он никада није био „троцкиста” нити је припадао „фракцијским групама унутар КПЈ” и увек је следио политичку линију Коминтерне. Према неким мишљењима разлог Филиповићевог хапшења могло је бити његово негодовање због хапшења и стрељања старих бољшевика попут Григорија Зиновјева и Николаја Бухарина. Највероватније га је неко од агената-провокатора пријавио Главној политичкој управи при Народном комесаријату унутрашњих послова (НКВД). Под оптужбом да је „учесник троцкистичко-диверзантских терористичких организација и да се бавио пропагандом троцкизма” 8. априла исте године је осуђен на смрт и потом погубљен, највероватније истог месеца. На Двадесетом конгресу КПСС, одржаном фебруара 1956. године нови лидер Совјетског Савеза Никита Хрушчов осудио је величање култа Стаљинове личности, као и репресалије извршене током „велике чистке”. Након Конгреса су започеле масовне рехабилитације осуђених, током које је 3. октобра 1957. године одлуком Војног колегијума Врховног суда Совјетског Савеза рехабилитован и Филип Филиповић.

## Наслеђе
У свом Реферату на скупу поводом четрдесетогодишњице Комунистичке партије Југославије, одржаном 1959. године, генерални секретар КПЈ Јосип Броз Тито је у име југословенских комуниста одао признање и захвалност Филипу Филиповићу, а о Филиповићу и другим жртвама Стаљинових чистки, Тито је говорио и на Деветом конгресу СКЈ, марта 1969. године. Године 1978, поводом 100-те годишњице Филиповићевог рођења, у Савезној скупштини је од 20. до 22. децембра 1978. године, у организацији Председништва ЦК Савеза комуниста Србије и Института за савремену историју, био одржан научни скуп „Револуционарна мисао и дело Филипа Филиповића”. На скупу, који је отворио председник ЦК СКС Тихомир Влашкалић поднето је 47 реферата о животном и револуционарном путу и делу оснивача и првог секретара КПЈ. Поред научника из Југославије, на скупу су учествовали и научници из Мађарске, Румуније, Совјетског Савеза и Аустрије. Институту за савремену историју је 1983. године објавио зборник радова о Филипу Филиповићу са поднасловом „Револуционарна мисао и дело”.
Године 1980. редитељ Милош Радивојевић je снимио филм „Снови, живот, смрт Филипа Филиповића”, који је представљао причу о животу и сновима Филипа Филиповића. Главну улогу лика Филипа Филиповића тумачио је глумац Александар Берчек, а поред њега у филму су играли и Милена Дравић, Раде Марковић, Милан Ерак, Драго Чумић и др.
Име Филипа Филиповића данас носи око 20 улица у Републици Србији, а неке од њих се налазе у — Бору, Зрењанину, Крагујевцу, Нишу, Новом Саду, Пожаревцу, Суботици, Чачку и др. Његово име носе и две основне школе — у Београду и Чачку. Основна школа у Чачку, основана је 1955. године, а Филиповићево име носи од 1958. године. Основна школа у Београду, на Вождовцу, Филиповићево име носи од оснивања 1959. године. У дворишту обе основне школе налазе се спомен-биста Филипа Филиповића. Такође, његово име носила је од оснивања 1989. до 2003. године основна школа у Нишу, када јој је промењен назив у ОШ „Душко Радовић”.